# جيمس س. برادفورد
جيمس س. برادفورد (بالإنجليزية: James C. Bradford)‏ هو مؤرخ أمريكي، ولد في 1945 في ميشيغان في الولايات المتحدة.